# Mount Saint Michael
Der Mount Saint Michael ist eine markante Felsformation an der Küste des ostantarktischen Kemplands. Er ragt an der Westseite der Einfahrt zur Bell Bay auf.
Teilnehmer der britischen Discovery Investigations entdeckten ihn 1936 von Bord der RRS William Scoresby. Sie benannten ihn vermutlich nach seiner Ähnlichkeit mit seinem französischen Pendant, dem Mont Saint-Michel an der Küste der Normandie.